# インドサイ
インドサイ(印度犀、Rhinoceros unicornis)は、哺乳綱奇蹄目サイ科インドサイ属に分類される奇蹄類。インドサイ属の模式種。

## 分布
インド北東部、ネパール。パキスタン、バングラデシュ、ブータンでは絶滅

## 形態
頭胴長（体長）310 - 420センチメートル。尾長60 - 80センチメートル。肩高170 - 200センチメートル。体重1,500 - 3,500キログラム。メスよりもオスの方がやや大型になる。耳介の外縁や尾の先端を除いて、体毛はない。皮膚は分厚く、肩や腰、四肢の基部では襞状になる。皮膚には鋲のような隆起が点在する。体色は暗灰色で、襞の縁はピンク色を帯びる。
頭部は長い。頭部には1本のみ30 - 60センチメートルの角がある。種小名unicornisは「1つの角がある」の意。下顎の犬歯が発達する。
出産直後の幼獣は体長96.5 - 122センチメートル、肩高56 - 67センチメートル、体重40 - 81キログラム。

## 生態
沖積平野にある丈の長い草原や沼沢地に生息するが、河川沿いにある低木林や乾燥林などにも生息する。夜行性で、主に薄明薄暮時に活動する。通常は単独で生活する。縄張りには通路があり、この通路に侵入した他個体は攻撃される。角ではなく、下顎の犬歯を使い攻撃する。水場は複数の個体が共有するが、ここで争うことはない。行動圏内の水場などの決まった場所に糞をし、高さ70センチメートルまで積み上がることもある。
草や木の枝、果実、ホテイアオイなどの水生植物、タケノコなどを食べる。チトワン国立公園では183種の食物を食べ、そのうち草本が70 - 89 %を占めていたという報告例がある。捕食者として、トラが挙げられる。
繁殖様式は胎生。妊娠期間は462 - 491日。1回に1頭の幼獣を産む。子が生まれると次の子を産むまで母子で行動するが、子が2歳を迎えた頃から発情期に入る。野生下ではオスは生後10年、メスは生後6年半で性成熟するとされる。飼育下ではオスが生後7 - 9年、メスが5 - 7年で性成熟した例がある。飼育下での最高寿命は47年。

## 人間との関係
角は解熱剤・強精剤・エイズの薬の原料になると信じられている。中華人民共和国やベトナムでは、角が権威の象徴とされることもある。
角目的の乱獲やスポーツハンティングなどにより、生息数は1900年代初頭には約200頭まで激減した。2019年現在は生息数は増加傾向にあるが、カジランガ国立公園に多くの個体（全生息数の70 %以上）が生息するためカジランガ国立公園に何らかの事態（災害や感染症の伝搬、密猟の横行など）が発生すれば種として絶滅の危険性が高くなるという問題がある。生息する保護区では農地開発や土砂堆積・放牧による生息地の破壊、外来種による植生の変化などによる影響が懸念されている。
保護の対象とされているが、角目的の密猟は継続されている。1975年のワシントン条約発効時から、（1977年からはサイ科単位で）附属書Iに掲載されている。1905年には本種の保護のため、カジランガ国立公園が設立された。
1960年代における生息数は600 - 800頭、1970年代における生息数は1,000 - 1,100頭、1990年代における生息数は約2,000頭、1997年における生息数はインド約1,600頭・ネパール約500頭と推定されている。2018年における生息数は、3,588頭（インド2,939頭、ネパール649頭）と推定されている。
チトワン国立公園での2000年における生息数は544頭だが、2000年代は政情不安による密猟の横行から生息数が激減し2005年における生息数は372頭、2018年における生息数は592頭と推定されている。
日本ではさい科（サイ科）単位で、特定動物に指定されている。